# مات كافاناف
مات كافاناف (بالإنجليزية: Matt Cavanaugh)‏ هو لاعب كرة قدم أمريكية أمريكي، ولد في 27 أكتوبر 1956 في يونغزتاون في الولايات المتحدة.

## وصلات خارجية
- مات كافاناف على موقع مرجع كرة القدم المحترفة.كوم (الإنجليزية)